# Lo sposo deluso
Lo sposo deluso, ossia La rivalità di tre donne per un solo amante è un'opera lirica iniziata nel 1783 e mai completata da Wolfgang Amadeus Mozart su testo di autore incerto.
Il libretto fu per un certo periodo attribuito a Lorenzo da Ponte, ma senza certezze; probabilmente è stato scritto da anonimo italiano del XVIII secolo, anche se la musicologia più recente in merito tenderebbe a riconoscere in Lorenzo Da Ponte l'autore, il quale, nel caso specifico, avrebbe attinto talune parti della trama da libretti preesistenti di opere di Cimarosa (Le donne rivali) o  di Paisiello rappresentate in teatri italiani negli anni settanta del Settecento.
Mozart, dopo aver messo da parte la stesura de L'oca del Cairo, fra luglio e novembre del 1783 si dedicò alla composizione di una nuova opera, ma non la portò a termine, probabilmente perché era senza commissione; riuscì a completare soltanto quattro numeri musicali (la sinfonia, due concertati del primo atto ed un'aria solistica sopranìle per il personaggio di Eugenia, la protagonista femminile; questo pezzo non prevede la presenza del pianoforte che è, invece, un'epentesi del tutto arbitraria).
Un quinto numero musicale, un'aria per il tenore (destinata al personaggio di Pulcherio) venne soltanto abbozzata da Mozart, secondo quanto è possibile constatare dalla consultazione dei manoscritti presso il Mozarteum di Salisburgo. Di questo lavoro esiste un completamento in singole parti d'orchestra e partitura realizzato dal musicologo italiano Mario Genesi (depositato presso la Sibley Library di New York e presso lo stesso Mozarteum, Salzburg).Genesi ha completato i due atti con due finali da lui composti, integrando anche con altre inserzioni come, ad esempio, la Scena Notturna del Finto Spettro che si trova nel secondo atto dell'opera.

## Organico orchestrale
Due flauti, due oboi, due fagotti, due corni, due trombe, timpani, archi